# 小戴維·卡達赫特
小戴維·卡達赫特（英語：David Calderhead, Jr.）是一位蘇格蘭職業足球員及領隊。

## 生涯
卡達赫特曾經效力林肯城、切爾西及李斯特福斯。
他在1921年4月至1924年5月執教林肯城 。

## 個人生活
卡達赫特的父親是戴維·卡達赫特。

## 註腳
1. ↑  （英文）. League Managers Association.   [2012-07-25]. （原始内容存档于2012-03-25）.